# ميخائيل أندرو (كاتب أغاني)
ميخائيل أندرو (بالإنجليزية: Michael Andrew)‏ هو كاتب أغاني أمريكي، ولد في 3 سبتمبر 1965.

## وصلات خارجية
- ميخائيل أندرو على موقع IMDb (الإنجليزية)
- ميخائيل أندرو على موقع ميوزك برينز (الإنجليزية)
- ميخائيل أندرو على موقع ديسكوغز (الإنجليزية)